# Бриньоле-Сале, Мария Катерина
Мария Катерина Бриньоле-Сале (фр. Marie-Catherine Brignole, 7 октября 1737, Генуя — 18 марта 1813, Уимблдон-хаус) — представительница рода Бриньоле, княгиня Монако, супруга князя Оноре III. После смерти супруга в 1795 году она вышла замуж за Людовика-Жозефа де Бурбона, принца Конде.

## Биография

### Ранняя жизнь
Мария Катерина была дочерью Джузеппе Бриньоле-Сале, маркиза ди Гропполи, генуэзского дворянина и Марии Анны Бальби, дочери Франческо Марии Бальби, который был дожем Генуи в 1732 году. Поскольку её отец был генуэзским послом во Франции, Мария Катерина и её мать часто посещали парижские салоны и королевский двор в Версале. Её биограф Филипп Поль, граф де Сегюр, назвал Марию Катерину «самой красивой женщиной Франции».
В 1755 году был предложен брак между Марией Катериной и князем Монако Оноре III. Оноре III ранее был любовником её матери, однако он хотел произвести на свет наследника и его привлекала красота Марии Катерины.
Князь отклонил многие предложения о браке, но был готов жениться на Марии Катерине из-за её красоты и богатого приданого. Однако её отец не согласился из-за плохой репутации князя, а также из-за перспективы князя унаследовать его состояние. Он уступил лишь в конце 1756 года после вмешательства короля Франции Людовика XV и мадам де Помпадур.

### Княгиня Монако
Церемония бракосочетания состоялась 15 июня 1757 года в Генуи по доверенности без присутствия жениха. Мария Катерина приехала в Монако на корабле в сопровождении свиты генуэзской знати. Однако когда они прибыли, принц Оноре не поднялся на борт, чтобы поприветствовать свою невесту. Когда его попросили сделать это, он ответил, что его статус монарха предписывает ей идти к нему с приветствием. Её свита ответила, что Мария Катерина являлась членом правящей семьи Генуэзской республики (её дядья Джанфранческо и Родольфо Бриньоле-Сале занимали посты дожей в 1746—1748 и 1762—1764 годах соответственно), однако он всё равно отказался подниматься на борт. Таким образом, судно стояло в порту в течение нескольких дней, пока пара не встретилась на полпути на мосту между кораблём и берегом.
Поначалу отношения супругов были дружескими, и у пары родилось два сына: Оноре IV (1758—1819) и Жозеф (1767—1816). Мария Катерина была красивой и обаятельной и была искренне влюблена в супруга.
Однако Оноре III не был удовлетворён жизнью в Монако, где политическими вопросами занимался его дядя шевалье де Гримальди, и летом 1760 года он уехал в Париж, оставив Марию Катерину. Когда он в конечном итоге позволил ей присоединиться к нему в Париже, брак уже трещал по швам, и Оноре всё больше времени проводил со своей любовницей в Нормандии. Мария Катерина присутствовала при французском королевском дворе и участвовала в светской жизни, но замкнулась в себе и во время балов предпочитала проводить время с пожилыми людьми, а не танцевать; она не пользовалась косметикой, но также считалась великой красавицей.
В 1765 году в Париже за княгиней стал ухаживать принц Конде Людовик-Жозеф де Бурбон. Когда Оноре передали эту новость, он вернулся из Нормандии и отчитал её. Мария Катерина, которая до того времени считала Конде просто другом, ответила на чувства Конде взаимностью, и у них разгорелся роман. Оноре III и Мария Катерина жили раздельно со своими любовниками, и он не взял её с собой во время своего государственного визита в Лондон в 1768 году. К 1769 году она начала строить Отель де Лассе, в дополнение к основной резиденции принца де Конде в Париже, Бурбонскому дворцу.
В 1769 году Оноре III, которому сообщили о супружеской измене Марии Катерины, вернулся в Париж и открыто заявил о своих любовницах, после чего Мария Катерина покинула Париж и уехала в монастырь в Ле-Мане, где её дядя был епископом. Вмешательство её матери привело к временному примирению, но когда её отец умер и завещал своё состояние дочери на том условии, что её муж не должен получить эти средства, Оноре III пригрозил вернуть её в Монако, после чего Мария Катерина снова нашла убежище в Ле-Мане.

### Любовница принца Конде
9 января 1770 года любовник Марии Катерины, принц Конде, сумел использовать свое влияние, чтобы добиться её развода и права распоряжаться своим состоянием. Мария Катерина переехала к любовнику через несколько дней после того, как развод был официально одобрен. Они счастливо жили с ним в его резиденции шато де Шантильи в Париже. Оноре наконец осознал, что его отношения с Марией Катериной закончились, и обратил всё своё внимание на собственных любовниц. Мария Катерина написала своему супругу, что их брак можно описать тремя словами: жадность, храбрость и ревность. В конце концов Оноре III разрешил бывшей жене видеться с их сыновьями в замке де Бец, который она приобрела.
В 1774 году из-за незаконного положения Марии Катерины как любовницы Конде и статуса разведённой женщины новая французская королева, 18-летняя Мария-Антуанетта, оскорбила Конде отказом принять Марию Катерину при дворе. Приблизительно в 1774 году Конде и Мария Катерина начали строительство Отеля де Монако в качестве её постоянной резиденции в Париже. Здание располагалось неподалёку от Бурбонского дворца, и было завершено в 1777 году.

### Изгнание
Мария жила с Конде во Франции до начала французской революции в 1789 году, после чего бежала в Германию.
В 1791 году она жила с Конде в Кобленце, где была одной из самых видных женщин французского двора в изгнании; её называли одной из «королев эмиграции» наряду с любовницей графа Прованса Анной де Бальби, и любовницы графа Артуа Луизой де Поластрон. Принц был лидером эмигрантской армии Конде. Она использовала свое большое состояние, чтобы помочь в финансировании вооружённого сопротивления французского дворянства в изгнании. Эмигрантский двор в Кобленце был распущен в 1792 году, и супруги уехали в Великобританию.
В 1795 году князь Оноре умер, а 24 октября 1798 года Мария и принц де Конде поженились в Лондоне (скорее всего с настоянием и одобрения Британской аристократии). Из за этого брак хранился в секрете в течение десяти лет, и супруги стали открыто называться мужем и женой только с 26 декабря 1808 года. Так как брак был без одобрения монаршего двора Франции, то считался полу-официальным, то есть не признанным двором, потомства в нём не было.
Мария умерла в Уимблдонском доме в Уимблдоне 28 марта 1813 года и была похоронена во французской эмигрантской часовне в церкви Святого Алоизия в северо-западном Лондоне.